# Сизов, Владимир Ильич
Влади́мир Ильи́ч Сизо́в (1840, Москва — 19 октября (1 ноября) 1904, Москва) — русский археолог и художественный критик.

## Биография
Родился в 1840 году в Москве, но детство провёл в Крыму, где учился в Симферопольской гимназии, которая во время Крымской войны была закрыта и ученики переведены в Херсон. В 1858 году окончил 1-ю Московскую гимназию и поступил на историко-филологический факультет Московского университета и в течение двух лет получал казённую стипендию. Затем перешёл на юридический факультет, который окончил в 1862 году; в 1865 году сдал экзамен на степень кандидата права. Кроме того он посещал педагогические курсы, открытые при 1-й гимназии и, получив право преподавать, определился на должность учителя истории — в Кутаисской гимназии (хотя имел предложения в Московском учебном округе). Вскоре он стал также преподавать историю в Кутаисском дворянском женском институте. Каждое лето он исследовал местные древности.

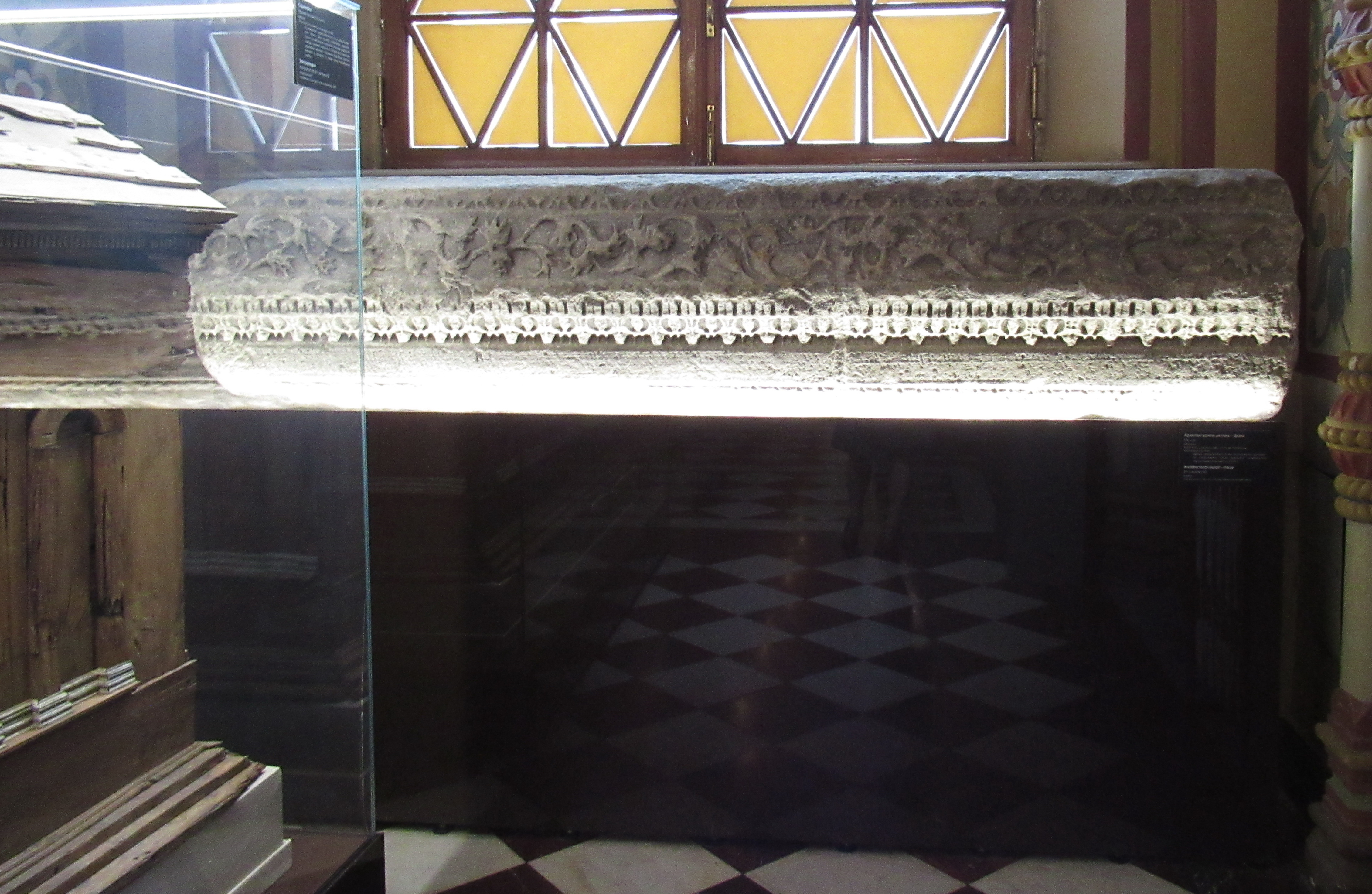
Натухайский фриз. Архитектурная деталь II в. н.э. Найден археологом В.И. Сизовым в казачьей станице Натухаевская

В 1870 году переехал в Москву и стал преподавать история в Николаевском сиротском институте; 3 октября 1877 года был избран член-корреспондентом Московского археологического общества, в действительные члены — в ноябре 1881 года и тогда же стал секретарём общества (до 1887 года). В 1879 году совместно с Уваровым участвовал в организации Севастопольского отдела Политехнической выставки. Перед оставлением педагогической деятельности в 1880 году он преподавал в сиротском институте также историю искусств в старшем педагогическом классе. Поскольку имел уже 15 лет службы получил пенсию в размере 900 руб.
В 1881 году был приглашён А. С. Уваровым секретарём в Исторический музей; активно работал в Строительной комиссии музея, председателем которой был Уваров (в 1887 году с утверждением штатов музея занял должность учёного секретаря и хранителя его коллекций). Для формирования фондов музея Уваров наметил раскопки в Воронежской, Ярославской, Смоленской, Киевской и Черниговской губерниях, поручив их А. И. Кельсиеву, А. К. Ивановскому, В. И. Сизову и В. Б. Антоновичу. Сизову досталась Смоленская губерния. Проводил также, по направлению Уварова, раскопки на Кубани (1882), Дону (1884).
После раскопок 1881—1884 годов Гнёздовских курганов первым высказал мнение, что население Гнёздова было разнообразным по этническому составу, здесь жили и варяги, и славяне. Он первым написал, что варяги составляли аристократическую часть гнёздовского общества того времени.
Впоследствии он проводил раскопки на Черноморском побережье Кавказа и на Дьяковском городище, близ села Коломенское возле Москвы (1889—1890). Совместно с Н. В. Никитиным исследовал Черноморское побережье; результаты были напечатаны в двух выпусках «Материалов по археологии Кавказа» (Восточное побережье Черного моря. Археологические экскурсии). Посмертно были напечатаны: Миниатюры Кенигсбергской летописи. — СПб.: тип. Акад. наук, 1905. — 50 с., 3 л. ил.
С 1890-х годов был членом комиссии Московского археологического общества по охране памятников. В 1894 году ему было поручено наблюдение за реставрацией икон в церкви Чудова монастыря; в 1895 году ездил в Ярославль для наблюдения за реставрацией стенописи в храме Николы Мокрого.
Также он был корреспондентом газеты Русские ведомости, писал статьи о художниках. Состоял консультантом при московских казённых театрах; работал в содружестве с А. Я. Головиным, выполнял эскизы костюмов к постановкам исторических пьес. С 1888 года преподавал в Театральном училище историю и бытовую историю.
Скоропостижно скончался 19 октября (1 ноября) 1904 года.